# Paris Football Club 2021-2022 (femminile)
Questa voce raccoglie le informazioni riguardanti la squadra femminile del Paris Football Club nelle competizioni ufficiali della stagione  2021-2022.

## Maglie e sponsor
Le tenute di gioco sono le stesse del Paris FC maschile. Lo sponsor tecnico per la stagione 2021-2022 è Nike, mentre lo sponsor ufficiale è Victorious Bahrain.
| Casa | Trasferta | Terza divisa |

## Organigramma societario
Area tecnica
- Allenatore: Sandrine Soubeyrand
- Vice allenatore: Paul Bertandeau
- Preparatore atletico: Maxence Pieulhet
- Preparatore atletico: Pierre De Nadaï

## Rosa
Rosa, ruoli e numeri di maglia come da sito ufficiale, integrati da footofeminin.fr, aggiornati al 6 febbraio 2022.
| N. |                     | Ruolo | Calciatrice          |
| -- | ------------------- | ----- | -------------------- |
| 1  | Francia (bandiera)  | P     | Camille Pecharman    |
| 2  | Francia (bandiera)  | D     | Célina Ould Hocine   |
| 7  | Francia (bandiera)  | D     | Tess Laplacette      |
| 8  | Francia (bandiera)  | C     | Daphné Corboz        |
| 9  | Francia (bandiera)  | A     | Mathilde Bourdieu    |
| 10 | Francia (bandiera)  | D     | Annaïg Butel         |
| 11 | Francia (bandiera)  | A     | Clara Matéo          |
| 12 | Francia (bandiera)  | C     | Oriane Jean-François |
| 14 | Francia (bandiera)  | A     | Cindy Ferreira       |
| 17 | Francia (bandiera)  | C     | Gaëtane Thiney       |
| 18 | Svizzera (bandiera) | C     | Coumba Sow           |
| 19 | Francia (bandiera)  | D     | Théa Greboval        |
| 20 | Francia (bandiera)  | A     | Louna Ribadeira      |

| N. |                     | Ruolo | Calciatrice            |
| -- | ------------------- | ----- | ---------------------- |
| 21 | Francia (bandiera)  | A     | Ouleymata Sarr         |
| 22 | Francia (bandiera)  | C     | Sophie Vaysse          |
| 23 | Svizzera (bandiera) | C     | Eseosa Aigbogun        |
| 24 | Francia (bandiera)  | C     | Adja Binaté Soumahoro  |
| 25 | Francia (bandiera)  | D     | Annaëlle Tchakounté    |
| 27 | Francia (bandiera)  | D     | Julie Soyer (capitano) |
| 31 | Francia (bandiera)  | C     | Thiniba Samoura        |
| 32 | Francia (bandiera)  | C     | Airine Fontaine        |
| 32 | Francia (bandiera)  | C     | Chloé Neller           |
| 33 | Francia (bandiera)  | C     | Léna Borges            |
| 40 | Nigeria (bandiera)  | P     | Chiamaka Nnadozie      |
|    | Francia (bandiera)  | P     | Lauren Pastor          |
|    | Francia (bandiera)  | D     | Melween Ndongala       |

## Calciomercato

### Sessione estiva
| Acquisti | Acquisti        | Acquisti     | Acquisti |
| R.       | Nome            | da           | Modalità |
| -------- | --------------- | ------------ | -------- |
| C        | Delanie Sheehan | NJ/NY Gotham |          |
| A        | Ouleymata Sarr  | Slavia Praga |          |

| Cessioni | Cessioni        | Cessioni     | Cessioni   |
| R.       | Nome            | a            | Modalità   |
| -------- | --------------- | ------------ | ---------- |
| D        | Claire Savin    |              | svincolata |
| A        | Camille Catala  |              | svincolata |
| A        | Gaëtane Thiney  | NJ/NY Gotham |            |
| A        | Linda Sällström | HJK          |            |

### Operazioni esterne alle sessioni
| Acquisti | Acquisti | Acquisti | Acquisti |
| R.       | Nome     | da       | Modalità |
| -------- | -------- | -------- | -------- |
|          |          |          |          |

| Cessioni | Cessioni       | Cessioni | Cessioni   | Cessioni |
| R.       | Nome           | a        | Modalità   |          |
| -------- | -------------- | -------- | ---------- | -------- |
| A        | Cindy Ferreira |          | svincolata |          |

### Sessione invernale
| Acquisti | Acquisti       | Acquisti     | Acquisti      |
| R.       | Nome           | da           | Modalità      |
| -------- | -------------- | ------------ | ------------- |
| A        | Gaëtane Thiney | NJ/NY Gotham | fine prestito |

| Cessioni | Cessioni        | Cessioni | Cessioni   |
| R.       | Nome            | a        | Modalità   |
| -------- | --------------- | -------- | ---------- |
| C        | Delanie Sheehan |          | svincolata |

## Risultati

### Division 1

#### Girone di andata
| Arbitro: | Victoria Beyer |

|                                                               |           |            |
| Matéo 1’ Corboz 35’ (rig.) Binaté Soumahoro 61’ Ribadeira 63’ | Marcatori | 29’ Daoudi |

| Arbitro: | Emeline Rochebilière |

|  |           |         |
|  | Marcatori | 43’ Sow |

| Arbitro: | Gabrielle Guillot |

|                                   |           |  |
| Greboval 12’ Matéo 27’ Corboz 81’ | Marcatori |  |

| Arbitro: | Victoria Beyer |

|                                              |           |  |
| Katoto 18’, 26’ Diani 43’ Däbritz 59’ (rig.) | Marcatori |  |

| Arbitro: | Charlène Laur |

|          |           |                                  |
| Gago 24’ | Marcatori | 45’ Ribadeira 68’ Matéo 88’ Sarr |

| Arbitro: | Alexandra Collin |

|                                               |           |  |
| Sow 37’ Butel 51’ Matéo 63’ Corboz 78’ (rig.) | Marcatori |  |

| Arbitro: | Gabrielle Guillot |

|  |           |                                                               |
|  | Marcatori | 21’ Soyer 32’ Bourdieu 37’ Sarr 90’ Matéo 90+2’ Jean-François |

| Arbitro: | Charlène Laur |

|           |           |                                    |
| Matéo 75’ | Marcatori | 4’ Gilles 22’ Gomes 90+5’ Périsset |

| Arbitro: | Maïka Vanderstichel |

|  |           |                  |
|  | Marcatori | 53’ Sow 80’ Sarr |

| Montpellier 3 dicembre 2021, ore 18:30 CET 10ª giornata | Montpellier   | 0 – 0 referto | Paris FC | Stade Bernard Gasset 7 - Mama Ouattara (354 spett.)\| Arbitro: \| Savina Elbour \| |
| Arbitro:                                                | Savina Elbour |               |          |                                                                                    |

| Arbitro: | Collin |

|              |           |                             |
| Greboval 45’ | Marcatori | 38’ Cascarino 39’ Hegerberg |

#### Girone di ritorno
| Arbitro: | Siham Benmahammed |

|              |           |  |
| Bourdieu 15’ | Marcatori |  |

| Arbitro: | Savina Elbour |

|             |           |                              |
| Lahmari 64’ | Marcatori | 36’, 47’ Matéo 80’ Ribadeira |

| Arbitro: | Charlène Laur |

|                               |           |          |
| Multari 41’ (aut.) Thiney 56’ | Marcatori | 23’ Gago |

| Arbitro: | Gabrielle Guillot |

|                              |           |                                                                 |
| Julini 42’ (rig.) Fleury 79’ | Marcatori | 12’ Corboz 15’ Ribadeira 29’ Matéo 37’ Ould Hocine 69’ Bourdieu |

| Arbitro: | Audrey Gerbel |

|                             |           |               |
| Bourdieu 27’, 61’ Matéo 88’ | Marcatori | 13’ Grabowska |

| Arbitro: | Clémence Goncalves |

|           |           |                         |
| Louis 62’ | Marcatori | 67’ Bourdieu 90+5’ Sarr |

| Parigi 3 aprile 2022, ore 12:45 CEST 18ª giornata | Paris FC      | 0 – 0 referto | Paris Saint-Germain | Stadio Charléty (2 519 spett.)\| Arbitro: \| Audrey Gerbel \| |
| Arbitro:                                          | Audrey Gerbel |               |                     |                                                               |

| Arbitro: | Victoria Beyer |

|                                       |           |              |
| Matéo 24’ Sarr 25’ Schmitz 41’ (aut.) | Marcatori | 50’ Mondésir |

| Arbitro: | Savina Elbour |

|                             |           |  |
| Hegerberg 45’ Cascarino 61’ | Marcatori |  |

| Arbitro: | Victoria Beyer |

|             |           |                                      |
| Herrera 20’ | Marcatori | 35’ (rig.), 43’ Thiney 45’, 82’ Sarr |

| Arbitro: | Charlène Laur |

|                       |           |  |
| Bourdieu 15’ Sarr 49’ | Marcatori |  |

### Coppa di Francia
| Arbitro: | Emeline Rochebilière |

|  |           |                                                                          |
|  | Marcatori | 7’, 52’, 71’, 89’ Bourdieu 14’ Matéo 38’, 58’ Thiney 53’ Sarr 66’ Corboz |

| Arbitro: | Clémence Gonçalves |

|                                                                    |           |                  |
| Sarr 7’ Corboz 52’ (rig.) Butel 63’ Bourdieu 70’ Thiney 79’ (rig.) | Marcatori | 2’ Coton-Pélagie |

| Arbitro: | Siham Benmahammed |

|                                       |                      |                                     |
| Thiney 20’                            | Marcatori            | 59’ Kamczyk                         |
| Thiney Soyer Greboval Bourdieu Corboz | Tiri di rigore 3 – 4 | Grabowska Dafeur Kamczyk Piga Yango |

## Statistiche

### Statistiche di squadra
| Competizione     | Punti | In casa | In casa | In casa | In casa | In casa | In casa | In trasferta | In trasferta | In trasferta | In trasferta | In trasferta | In trasferta | Totale | Totale | Totale | Totale | Totale | Totale | DR  |
| Competizione     | Punti | G       | V       | N       | P       | Gf      | Gs      | G            | V            | N            | P            | Gf           | Gs           | G      | V      | N      | P      | Gf     | Gs     | DR  |
| ---------------- | ----- | ------- | ------- | ------- | ------- | ------- | ------- | ------------ | ------------ | ------------ | ------------ | ------------ | ------------ | ------ | ------ | ------ | ------ | ------ | ------ | --- |
| Division 1       | 50    | 11      | 8       | 1       | 2       | 24      | 9       | 11           | 8            | 1            | 2            | 25           | 12           | 22     | 16     | 2      | 4      | 49     | 21     | +28 |
| Coppa di Francia | -     | 2       | 1       | 1       | 0       | 6       | 2       | 1            | 1            | 0            | 0            | 9            | 0            | 3      | 2      | 1      | 0      | 15     | 2      | +13 |
| Totale           | -     | 13      | 9       | 2       | 2       | 30      | 11      | 12           | 9            | 1            | 2            | 34           | 12           | 25     | 18     | 3      | 4      | 64     | 23     | +41 |

### Andamento in campionato
| Giornata  | 1 | 2 | 3 | 4 | 5 | 6 | 7 | 8 | 9 | 10 | 11 | 12 | 13 | 14 | 15 | 16 | 17 | 18 | 19 | 20 | 21 | 22 |
| --------- | - | - | - | - | - | - | - | - | - | -- | -- | -- | -- | -- | -- | -- | -- | -- | -- | -- | -- | -- |
| Luogo     | C | T | T | T | C | C | T | C | C | T  | C  | C  | T  | C  | T  | C  | T  | C  | C  | T  | T  | C  |
| Risultato | V | V | V | P | V | V | V | P | V | N  | P  | V  | V  | V  | V  | V  | V  | N  | V  | P  | V  | V  |
| Posizione | 2 | 3 | 3 | 3 | 3 | 3 | 3 | 3 | 3 | 3  | 3  | 3  | 3  | 3  | 3  | 3  | 3  | 3  | 3  | 3  | 3  | 3  |

Legenda:

Luogo: C = Casa; T = Trasferta. Risultato: V = Vittoria; N = Pareggio; P = Sconfitta.

### Statistiche delle giocatrici
| Giocatore           | Division 1 | Division 1 | Division 1  | Division 1 | Coppa di Francia | Coppa di Francia | Coppa di Francia | Coppa di Francia | Totale   | Totale | Totale      | Totale     |
| Giocatore           | Presenze   | Reti       | Ammonizioni | Espulsioni | Presenze         | Reti             | Ammonizioni      | Espulsioni       | Presenze | Reti   | Ammonizioni | Espulsioni |
| ------------------- | ---------- | ---------- | ----------- | ---------- | ---------------- | ---------------- | ---------------- | ---------------- | -------- | ------ | ----------- | ---------- |
| E. Aigbogun         | 19         | 0          | 1           | 0          | 1                | 0                | 0                | 0                | 20       | 0      | 1           | 0          |
| A. Binaté Soumahoro | 7          | 1          | 0           | 0          | -                | -                | -                | -                | 7        | 1      | 0           | 0          |
| L. Borges           | 1          | 0          | 0           | 0          | -                | -                | -                | -                | 1        | 0      | 0           | 0          |
| M. Bourdieu         | 20         | 7          | 1           | 0          | 3                | 5                | 0                | 0                | 23       | 12     | 1           | 0          |
| A. Butel            | 19         | 1          | 4           | 0          | 3                | 1                | 0                | 0                | 22       | 2      | 4           | 0          |
| D. Corboz           | 22         | 4          | 0           | 0          | 3                | 2                | 0                | 0                | 25       | 6      | 0           | 0          |
| C. Ferreira         | 2          | 0          | 0           | 0          | -                | -                | -                | -                | 2        | 0      | 0           | 0          |
| A. Fontaine         | 4          | 0          | 0           | 0          | -                | -                | -                | -                | 4        | 0      | 0           | 0          |
| T. Greboval         | 22         | 2          | 4           | 0          | 3                | 0                | 0                | 0                | 25       | 2      | 4           | 0          |
| O. Jean-François    | 13         | 1          | 1           | 1          | 2                | 0                | 0                | 0                | 15       | 1      | 1           | 1          |
| T. Laplacette       | 20         | 0          | 3           | 0          | 3                | 0                | 0                | 0                | 23       | 0      | 3           | 0          |
| C. Matéo            | 22         | 11         | 1           | 0          | 3                | 1                | 0                | 0                | 25       | 12     | 1           | 0          |
| M. Ndongala         | 1          | 0          | 0           | 0          | -                | -                | -                | -                | 1        | 0      | 0           | 0          |
| C. Chloé Neller     | 0          | 0          | 0           | 0          | -                | -                | -                | -                | 0        | 0      | 0           | 0          |
| C. Nnadozie         | 22         | -20        | 0           | 0          | 1                | -1               | 0                | 0                | 23       | -21    | 0           | 0          |
| C. Ould Hocine      | 11         | 1          | 1           | 0          | 2                | 0                | 0                | 0                | 13       | 1      | 1           | 0          |
| L. Pastor           | -          | -          | -           | -          | -                | -                | -                | -                | -        | -      | -           | -          |
| C. Pecharman        | 0          | 0          | 0           | 0          | 2                | -1               | 0                | 0                | 2        | -1     | 0           | 0          |
| L. Ribadeira        | 15         | 4          | 0           | 0          | 2                | 0                | 0                | 0                | 17       | 4      | 0           | 0          |
| T. Samoura          | 5          | 0          | 0           | 0          | 1                | 0                | 0                | 0                | 6        | 0      | 0           | 0          |
| O. Sarr             | 17         | 8          | 1           | 0          | 2                | 2                | 0                | 0                | 19       | 10     | 1           | 0          |
| D. Sheehan          | 6          | 0          | 0           | 0          | 1                | 0                | 0                | 0                | 7        | 0      | 0           | 0          |
| C. Sow              | 14         | 3          | 1           | 0          | -                | -                | -                | -                | 14       | 3      | 1           | 0          |
| J. Soyer            | 21         | 1          | 1           | 0          | 3                | 0                | 0                | 0                | 24       | 1      | 1           | 0          |
| A. Tchakounté       | 7          | 0          | 0           | 0          | 1                | 0                | 0                | 0                | 8        | 0      | 0           | 0          |
| H. Theriez          | 1          | 0          | 0           | 0          | -                | -                | -                | -                | 1        | 0      | 0           | 0          |
| G. Thiney           | 11         | 3          | 0           | 0          | 3                | 4                | 0                | 0                | 14       | 7      | 0           | 0          |
| S. Vaysse           | 20         | 0          | 5           | 1          | 2                | 0                | 0                | 0                | 22       | 0      | 5           | 1          |